# Mycale tenuisistrongylata
Mycale tenuisistrongylata är en svampdjursart som beskrevs av Kazuo Hoshino 1981. Mycale tenuisistrongylata ingår i släktet Mycale och familjen Mycalidae.
Artens utbredningsområde är havet kring Japan. Inga underarter finns listade i Catalogue of Life.